# Нгуен Зян-тонг
Нгуен Зян-тонг (вьет. Nguyễn Giản Tông, тьы-ном 阮簡宗) (12 февраля 1869, Хюэ, Династия Нгуен — 31 июля 1884, Хюэ, Династия Нгуен) — 7-й император Вьетнама из династии Нгуен, правивший с 28 января 1884 по 31 июля 1884 года.
Правил под девизом правления Киен-фук (вьет. Kiến-phúc, тьы-ном 建福). Имена — Хао (вьет. Hạo), Ынг Данг (вьет. Ưng Đăng, тьы-ном 膺登), Ынг Хо (вьет. Ưng Hỗ). Прозвание — Зыонг-
тхиен (вьет. Dưỡng Thiện, тьы-ном 養善).

## Жизнеописание
Зян-тонг был приёмным сыном Зук-тонга. Правил всего семь месяцев в 1883—84 гг. Как и его предшественник Нгуен Фэ-дэ, пошёл на соглашение с французами.
Он также был свергнут патриотическими силами во главе с Тон Тхат Тхуетом.